# Wieslauterbahn
| |                                                     |                                      |                                      |
| Streckennummer (DB): | 3312                                                |                                      |                                      |
| Kursbuchstrecke (DB): | 280c (1949–1972) 680a (1972–1976) 675.1 (seit 1997) |                                      |                                      |
| Kursbuchstrecke: | 280a (1946)                                         |                                      |                                      |
| Streckenlänge: | 15,324 km                                           |                                      |                                      |
| Spurweite: | 1435 mm (Normalspur)                                |                                      |                                      |
| Streckenklasse: | D4                                                  |                                      |                                      |
| Maximale Neigung: | 12,625 ‰                                            |                                      |                                      |
| Minimaler Radius: | 288 m                                               |                                      |                                      |
| Streckengeschwindigkeit: | 80 km/h                                             |                                      |                                      |
| Zweigleisigkeit: | –                                                   |                                      |                                      |
| |                                                     |                                      |                                      |
| \| \| \| von Landau (Pfalz) \| \| \| \| 0,0 \| Hinterweidenthal Ost \| Hinterweidenthal Ost \| \| \| \| nach Rohrbach (Saar) \| \| \| \| 0,216 \| Infrastrukturgrenze DB InfraGO / AVG \| Infrastrukturgrenze DB InfraGO / AVG \| \| \| 1,465 \| Bundesstraße 427 \| Bundesstraße 427 \| \| \| 1,8 \| Westpfälzische Holzindustrie \| Westpfälzische Holzindustrie \| \| \| 1,802 \| Horbach \| Horbach \| \| \| 1,881 \| Wieslauter \| Wieslauter \| \| \| 1,930 \| Hinterweidenthal Ort \| Hinterweidenthal Ort \| \| \| 2,578 \| Wieslauter \| Wieslauter \| \| \| 4,0 \| Tanklager (Awanst) \| Tanklager (Awanst) \| \| \| 4,392 \| Landesstraße 486 \| Landesstraße 486 \| \| \| 5,3 \| Wieslauter \| Wieslauter \| \| \| \| Flutdurchleitung \| \| \| \| 6,0 \| Moosbachtal \| Moosbachtal \| \| \| 6,112 \| Moosbach \| Moosbach \| \| \| 6,985 \| Wieslauter \| Wieslauter \| \| \| 7,772 \| Dahn \| Dahn \| \| \| 8,210 \| Wieslauter \| Wieslauter \| \| \| 8,560 \| Dahn Süd \| Dahn Süd \| \| \| 9,187 \| Wieslauter \| Wieslauter \| \| \| 9,623 \| Wieslauter \| Wieslauter \| \| \| 10,1 \| Wieslauter \| Wieslauter \| \| \| 10,1 \| Deutsche Tailleur (Awanst) \| Deutsche Tailleur (Awanst) \| \| \| 10,8 \| Busenberg-Schindhard \| Busenberg-Schindhard \| \| \| 11,0 \| Langenbach \| Langenbach \| \| \| 11,1 \| Kuhbach \| Kuhbach \| \| \| 12,4 \| Geiersteinbach \| Geiersteinbach \| \| \| 13,6 \| Bruchweiler \| Bruchweiler \| \| \| 13,8 \| Wieslauter \| Wieslauter \| \| \| 14,5 \| Wieslauter \| Wieslauter \| \| \| \| Wasgauwaldbahn von Ludwigswinkel \| \| \| \| 15,1 \| Bundenthal-Rumbach \| Bundenthal-Rumbach \| \| \| \| nach Wissembourg (nie realisiert) \| \| \| \| \| \| \| \| Quellen: [2][3][4] \| \| \| \| |                                                     |                                      |                                      |
| Strecke |                                                     | von Landau (Pfalz)                   | von Landau (Pfalz)                   |
| Bahnhof | 0,0                                                 | Hinterweidenthal Ost                 | Hinterweidenthal Ost                 |
| Abzweig geradeaus und nach rechts |                                                     | nach Rohrbach (Saar)                 | nach Rohrbach (Saar)                 |
| Wechsel des Eisenbahninfrastrukturunternehmens | 0,216                                               | Infrastrukturgrenze DB InfraGO / AVG | Infrastrukturgrenze DB InfraGO / AVG |
| Strecke mit Straßenbrücke | 1,465                                               | Bundesstraße 427                     | Bundesstraße 427                     |
| Abzweig geradeaus und ehemals von rechts | 1,8                                                 | Westpfälzische Holzindustrie         | Westpfälzische Holzindustrie         |
| Brücke über Wasserlauf | 1,802                                               | Horbach                              | Horbach                              |
| Brücke über Wasserlauf | 1,881                                               | Wieslauter                           | Wieslauter                           |
| Bahnhof | 1,930                                               | Hinterweidenthal Ort                 | Hinterweidenthal Ort                 |
| Brücke über Wasserlauf | 2,578                                               | Wieslauter                           | Wieslauter                           |
| Abzweig geradeaus und ehemals nach rechts | 4,0                                                 | Tanklager (Awanst)                   | Tanklager (Awanst)                   |
| Strecke mit Straßenbrücke | 4,392                                               | Landesstraße 486                     | Landesstraße 486                     |
| Brücke über Wasserlauf | 5,3                                                 | Wieslauter                           | Wieslauter                           |
| Brücke über Wasserlauf |                                                     | Flutdurchleitung                     | Flutdurchleitung                     |
| Haltepunkt / Haltestelle | 6,0                                                 | Moosbachtal                          | Moosbachtal                          |
| Brücke über Wasserlauf | 6,112                                               | Moosbach                             | Moosbach                             |
| Brücke über Wasserlauf | 6,985                                               | Wieslauter                           | Wieslauter                           |
| Bahnhof | 7,772                                               | Dahn                                 | Dahn                                 |
| Brücke über Wasserlauf | 8,210                                               | Wieslauter                           | Wieslauter                           |
| Haltepunkt / Haltestelle | 8,560                                               | Dahn Süd                             | Dahn Süd                             |
| Brücke über Wasserlauf | 9,187                                               | Wieslauter                           | Wieslauter                           |
| Brücke über Wasserlauf | 9,623                                               | Wieslauter                           | Wieslauter                           |
| Brücke über Wasserlauf | 10,1                                                | Wieslauter                           | Wieslauter                           |
| Abzweig geradeaus und ehemals nach rechts | 10,1                                                | Deutsche Tailleur (Awanst)           | Deutsche Tailleur (Awanst)           |
| Haltepunkt / Haltestelle | 10,8                                                | Busenberg-Schindhard                 | Busenberg-Schindhard                 |
| Brücke über Wasserlauf | 11,0                                                | Langenbach                           | Langenbach                           |
| Brücke über Wasserlauf | 11,1                                                | Kuhbach                              | Kuhbach                              |
| Brücke über Wasserlauf | 12,4                                                | Geiersteinbach                       | Geiersteinbach                       |
| Haltepunkt / Haltestelle | 13,6                                                | Bruchweiler                          | Bruchweiler                          |
| Brücke über Wasserlauf | 13,8                                                | Wieslauter                           | Wieslauter                           |
| Brücke über Wasserlauf | 14,5                                                | Wieslauter                           | Wieslauter                           |
| Abzweig geradeaus und ehemals von rechts |                                                     | Wasgauwaldbahn von Ludwigswinkel     | Wasgauwaldbahn von Ludwigswinkel     |
| Kopfbahnhof Strecke ab hier außer Betrieb | 15,1                                                | Bundenthal-Rumbach                   | Bundenthal-Rumbach                   |
| Strecke (außer Betrieb) |                                                     | nach Wissembourg (nie realisiert)    | nach Wissembourg (nie realisiert)    |
| |                                                     |                                      |                                      |
| Quellen: |                                                     |                                      |                                      |

Die Wieslauterbahn – seltener Wasgaubahn, Wieslautertalbahn oder Lauterbahn genannt – ist eine Nebenbahn in Rheinland-Pfalz. Sie zweigt im Bahnhof Hinterweidenthal Ost von der Bahnstrecke Landau–Rohrbach ab und führt über Dahn nach Bundenthal-Rumbach. Ihre größte Bedeutung erlangte sie im Ausflugsverkehr.
Die Strecke wurde 1911 als eine der letzten innerhalb der Pfalz eröffnet. 1966 folgte als Reaktion auf den konkurrierenden Individualverkehr die Einstellung des Personenverkehrs; davon ausgenommen war lediglich der in Ludwigshafen beginnende Ausflugszug „Bundenthaler“. Im Jahr 1976 kam für diesen Zug ebenfalls das Aus. Bis 1995 gab es noch Güterverkehr. 1997 wurde an Sonn- und Feiertagen wieder Personenverkehr eingeführt, dessen Fortführung nach der Jahrtausendwende zeitweise gefährdet war, inzwischen jedoch mittelfristig gesichert ist. In den Folgejahren wurde das Angebot auf mittwochs und samstags ausgedehnt. Jahrzehntelangen Stilllegungsplänen begegneten die Bewohner der Region wiederholt mit Widerstand und trugen so zum Erhalt der Bahnstrecke bei.

## Geschichte

### Erste Initiativen (1862–1870)
Erste Pläne für den Bau einer Eisenbahnstrecke durch den Wasgau beziehungsweise dessen Teilbereich Dahner Felsenland bestanden schon 1862. Die Strecke sollte von Zweibrücken aus über Pirmasens, Kaltenbach, Dahn und Bergzabern verlaufen und bei Winden in die 1855 eröffnete Pfälzische Maximiliansbahn einmünden. Hauptargument war zunächst der sehr ergiebige Holztransport der Gegend.
Zusammen mit der 1865 auf voller Länge eröffneten Bahnstrecke Winden–Karlsruhe sollte sie als Teil einer weiteren Abfuhrstrecke für Kohle aus der Saargegend fungieren. Ein zusätzlicher Beweggrund für den Bau einer Strecke durch den Wasgau war das seinerzeit gesehene touristische Potential. Die geplante Bahnlinie stand jedoch in Konkurrenz zur projektierten Südpfalzbahn Landau–Zweibrücken, die weiter nördlich entlang der Queich und der Rodalb über Annweiler verlaufen sollte. Da der Bau einer Wasgaustrecke in Ost-West-Richtung aufgrund der komplizierten Topographie sich als schwierig gestaltet hätte, kam zunächst lediglich die Südpfalzstrecke zum Zuge, die in den Jahren 1874 und 1875 eröffnet wurde. Aus dem Projekt einer Bahn quer durch den Wasgau ging lediglich die 1870 eröffnete Bahnstrecke Winden–Bad Bergzabern hervor.

### Weitere Pläne (1870–1900)
Nach dem Deutsch-Französischen Krieg fiel das benachbarte Elsass-Lothringen an das neu gegründete Deutsche Kaiserreich. Unmittelbar daraus resultierten vonseiten der elsässischen Stadt Weißenburg (vormals Wissembourg) Bestrebungen, eine dem internationalen Verkehr dienende Strecke entlang der Wieslauter über Dahn und Selz bis nach Rastatt zu errichten. Im Jahr 1873 bildete sich ein entsprechender Ausschuss. Im selben Jahr konstituierte sich ein weiterer in Dahn, der eine Strecke entlang der Wieslauter projektierte. Parallel dazu legte die Direktion der Pfälzischen Eisenbahnen Pläne einer Bahnlinie von Hinterweidenthal nach Bergzabern vor, die überwiegend entlang der Wieslauter verlaufen sollte. Ein Anschluss nach Weißenburg in Form einer Zweigstrecke war von vornherein mit einbezogen. Obwohl die bayerische Regierung eine Zinsgarantie bereitstellte, verhinderte die Konjunkturlage der 1870er Jahre die Umsetzung dieser Pläne.

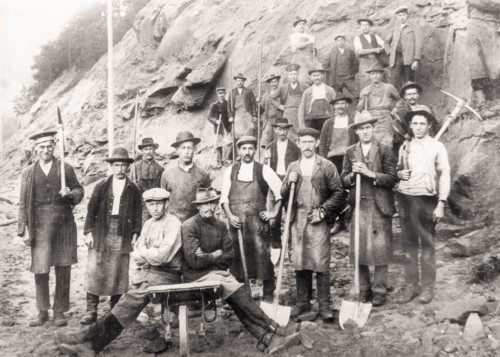
Bauarbeiter bei der Errichtung der Strecke (1909)

Erst in den 1890er Jahren kamen die Bestrebungen, die Region mit einem Bahnanschluss zu versehen, wieder auf. Vor allem der Dahner Rentamtmann Ludwig Foohs setzte sich vehement für einen Bahnanschluss seines Heimatortes ein. Jedoch gab es erneut unterschiedliche Vorstellungen über den konkreten Streckenverlauf. Bergzabern wollte die in Winden beginnende Stichstrecke bis nach Dahn verlängert haben, während letztere eine Strecke nach Weißenburg forcierte. Darüber hinaus existierten Pläne einer Verbindung von Bergzabern über Schönau nach Saarburg, die dem überregionalen Verkehr dienen sollte. So begann 1899 von bayerischer Seite die konkrete Planung einer Verbindung in der Relation Pirmasens–Lemberg–Dahn–Weißenburg. Nachdem sich herausstellte, dass mit 7,5 Millionen Mark der finanzielle Aufwand einer solchen Linienführung zu teuer sein würde, fiel die Entscheidung zugunsten einer deutlich billigeren Stichstrecke über Hinterweidenthal bis nach Bundenthal, die von der Südpfalzbahn Landau–Zweibrücken abzweigen sollte.

### Genehmigung, Bau und Eröffnung

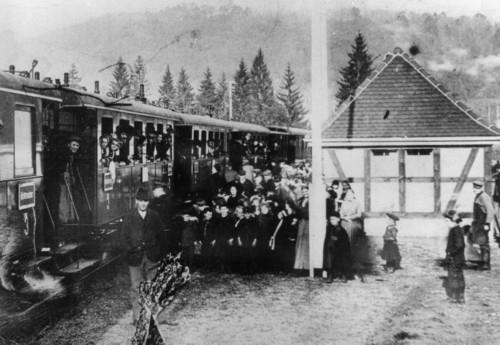
Eröffnungszug am 1. Dezember 1911 in Hinterweidenthal Ort

1904 wurde das Projekt in einem Gesetz genehmigt. Der staatliche Zuschuss betrug gemäß der „Behandlung der bestehenden Vizinalbahnen und den Bau von Sekundärbahnen betreffend“ insgesamt 1.699.700 Mark. Gegen Jahresende 1907 kam die Detailprojektierung zum Abschluss. Anschließend fanden Verhandlungen für den Erwerb der benötigten Grundstücke statt. Ursprünglich war die Eröffnung der Strecke Anfang 1909 vorgesehen. Tatsächlich wurde erst in dem Jahr mit dem Bau der Strecke begonnen. Die bereits 1905 vorgesehene Verstaatlichung des pfälzischen Eisenbahnnetzes, die erst zum 1. Januar 1909 stattfand, verzögerte den Bahnbau ebenfalls. Eigens für die neu entstehende Bahnstrecke entstand an der Südpfalzbahn zwischen den Unterwegshalten Hauenstein und Hinterweidenthal-Kaltenbach der neue Abzweigbahnhof Kaltenbach Ost. Der Bahnhof Hinterweidenthal-Kaltenbach erhielt die neue Bezeichnung Kaltenbach. Da weder die Station Kaltenbach noch der neue Bahnhof sich in günstiger Nähe zum Siedlungsgebiet von Hinterweidenthal befand, erhielt die Gemeinde an der Nebenbahn einen Bahnhof in unmittelbarer Ortsnähe. Weitere Stationen entstanden in Dahn, Reichenbach, Bruchweiler und Bundenthal.

„Nach fast dreijähriger Bauzeit und mit großen materiellen Opfern der Talbewohner, sprich von 300 000 Mark, wird mit dem morgigen Tage die Lokalbahn Hinterweidenthal–Bundenthal dem Verkehr übergeben“

Am 1. Dezember 1911 fand die Streckeneröffnung statt. Der erste Zug fuhr in Richtung Bundenthal mit einer Dampflokomotive der Gattung T 4.I und war mit blau-weißen Fahnen dekoriert. Der Andrang in der Bevölkerung war am Eröffnungstag an allen Bahnhöfen sehr groß. Betreiber der Strecke waren zunächst die Königlich Bayerischen Staats-Eisenbahnen, denen seit knapp drei Jahren das gesamte pfälzische Streckennetz gehörte.

### Erste Jahre (1911–1920)

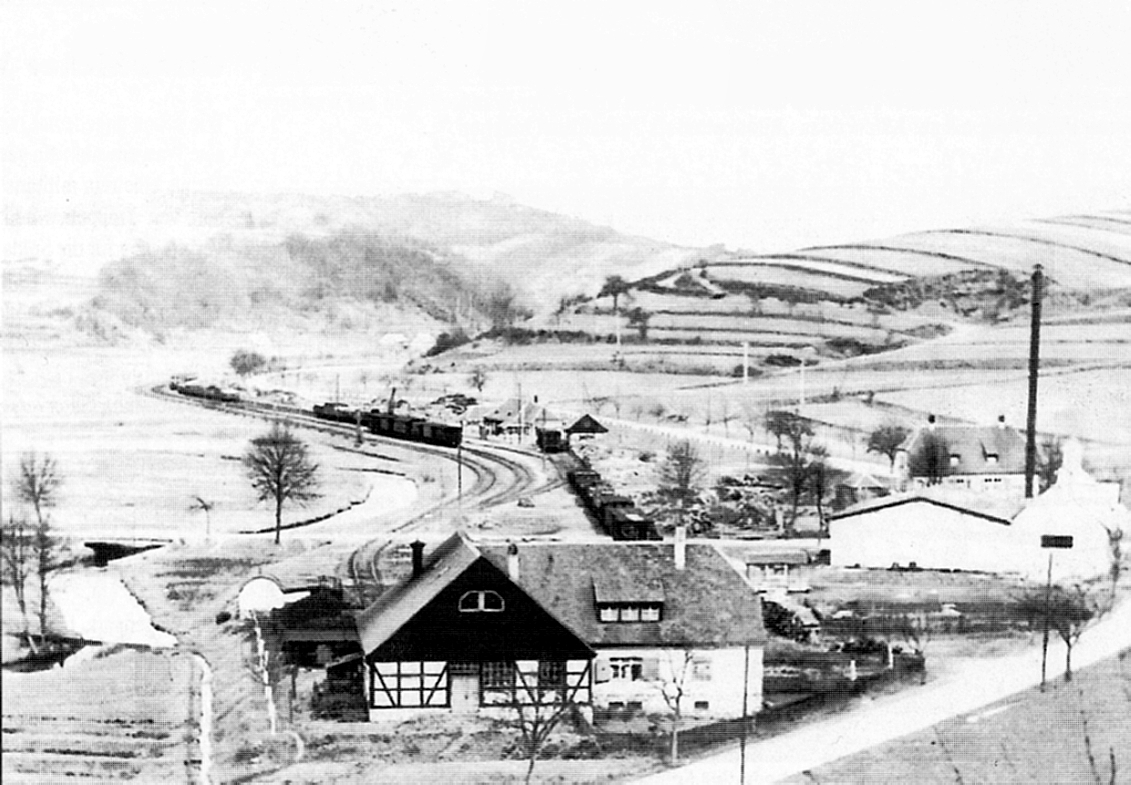
Bahnhof Bundenthal-Rumbach im Jahr 1911

Durch die Inbetriebnahme der Wieslauterbahn erlebte der Tourismus in der Region einen Aufschwung. Dazu verkehrte auf der Bahnstrecke bereits wenige Jahre nach Streckeneröffnung auf Initiative des Pfälzerwald-Vereins jeden Sonntag ein Ausflugszug von Landau bis nach Bundenthal-Rumbach. Ein solcher hatte bereits ab 1906 existiert, jedoch lautete das Fahrtziel in den ersten Jahren Pirmasens.
Die Städte Bergzabern und Weißenburg hofften weiterhin darauf, dass die Bahnstrecke ab Bundenthal eine Fortsetzung in Richtung Osten erhielte. Die Regierung in Bayern hatte sich bereits 1910 bereit erklärt, die Verlängerung nach Weißenburg auf dem pfälzischen Gebiet bauen zu wollen, sofern im Gegenzug die Reichseisenbahnen in Elsaß-Lothringen bei der geplanten Errichtung einer Magistrale Kaiserslautern–Pirmasens–Trulben–Eppenbrunn–Bitsch mitzögen. Im April 1914 deutete zunächst alles auf die Durchbindung der Strecke bis ins elsässische Weißenburg hin. Der vier Monate später ausgebrochene Erste Weltkrieg verhinderte jedoch den Bau dieser Verbindung. Da Weißenburg (frz. Wissembourg) nach dem Ende des Krieges zusammen mit dem übrigen Elsass wieder zu Frankreich gehörte, kamen die entsprechenden Pläne endgültig zum Erliegen.
In der Folgezeit bildeten sich Initiativen, die sich um eine Fortführung in Richtung Süden entlang der Sauer bemühten, um vor allem die bislang abseits gebliebenen Orte Schönau, Fischbach und Ludwigswinkel ans Bahnnetz anzubinden.
Nach dem Ersten Weltkrieg begann im Jahr 1919 die militärische Besetzung der linksrheinischen Gebiete durch alliierte Truppen. Das Einzugsgebiet der Wieslauterbahn lag fortan in der französisch besetzten Zone. Der Bahnbetrieb blieb zunächst in den Händen der Bayerischen Staatseisenbahnen.

### Entwicklung unter der Deutschen Reichsbahn (1920–1945)
Zum 1. April 1920 ging die Strecke in das Eigentum der Deutschen Reichsbahn über. 1922 erfolgte die Eingliederung der Strecke in die neu gegründete Reichsbahndirektion Ludwigshafen. Nach Beginn des Ruhrkampfes übernahm das französische Militär Anfang 1923 den Betrieb der Eisenbahnen in den besetzten Gebieten. Dieser Regiebetrieb betraf ebenso die Nebenbahn im Wieslautertal und dauerte bis zum 15. November 1924.
Auf Betreiben des französischen Militärs, das im Zuge der Alliierten Rheinlandbesetzung ein Lager in Ludwigswinkel betrieb, entstand ab 1920 die kurzlebige, in Bundenthal beginnende, Wasgauwaldbahn. Ursprünglich war geplant, sie in Normalspur als Fortsetzung der Wieslauterbahn über Niederschlettenbach–Nothweiler–Schönau–Fischbach zu bauen; das Reichsschatzministerium erlaubte aus Kostengründen lediglich eine Ausführung in Schmalspur.
1935 modernisierte die Reichsbahn die Strecke. Unter anderem erhielten die Unterwegsstationen mit mechanischen Stellwerken Bauart Bruchsal eine neue Signaltechnik. Im Zuge der Auflösung der Reichsbahndirektion Ludwigshafen fiel die Bahn zum 1. Mai 1936 in den Zuständigkeitsbereich der Saarbrücker Direktion. Zum Bau des Westwalls fand über die Bahnlinie der Transport von Materialien und Arbeitskräften statt, zudem wurde beim Bahnhof Hinterweidenthal Ort ein Eisenbahngeschütz platziert. Mit Ausbruch des Zweiten Weltkrieges legte die Reichsregierung einen 20 Kilometer breiten Streifen im Bereich der Grenze zu Frankreich als Rote Zone fest, in den die Wieslauterbahn mit einbezogen war. Dies zog die Evakuierung der Bewohner dieses Bereiches nach sich, so dass der Personenverkehr für die Dauer von einem Jahr zum Erliegen kam. Obwohl die Wieslauterbahn im Zweiten Weltkrieg das Ziel mehrerer Luftangriffe war, entstanden kaum größere Schäden. Dennoch musste der Verkehr im weiteren Kriegsverlauf mehrfach eingeschränkt beziehungsweise eingestellt werden.

### Der Niedergang nach dem Zweiten Weltkrieg
Nach dem Zweiten Weltkrieg unterstand die Bahnstrecke der Betriebsvereinigung der Südwestdeutschen Eisenbahnen (SWDE), die 1949 in die neu gegründete Deutsche Bundesbahn (DB) überging. Letztere gliederte die Wieslauterbahn in die Bundesbahndirektion Mainz ein, der sie alle Bahnlinien innerhalb des neu geschaffenen Bundeslandes Rheinland-Pfalz zuteilte. Im Jahr 1956 erhielt Dahn den zusätzlichen Haltepunkt Dahn Süd. Das Empfangsgebäude des Bahnhofs Dahn musste aufgrund der Kriegsschäden einen Neubau erhalten, der 1959 in Betrieb ging. In den 1950er Jahren entstand zudem zwischen Hinterweidenthal und Dahn ein rund ein Kilometer langes Anschlussgleis zu einem Treibstofflager der NATO.

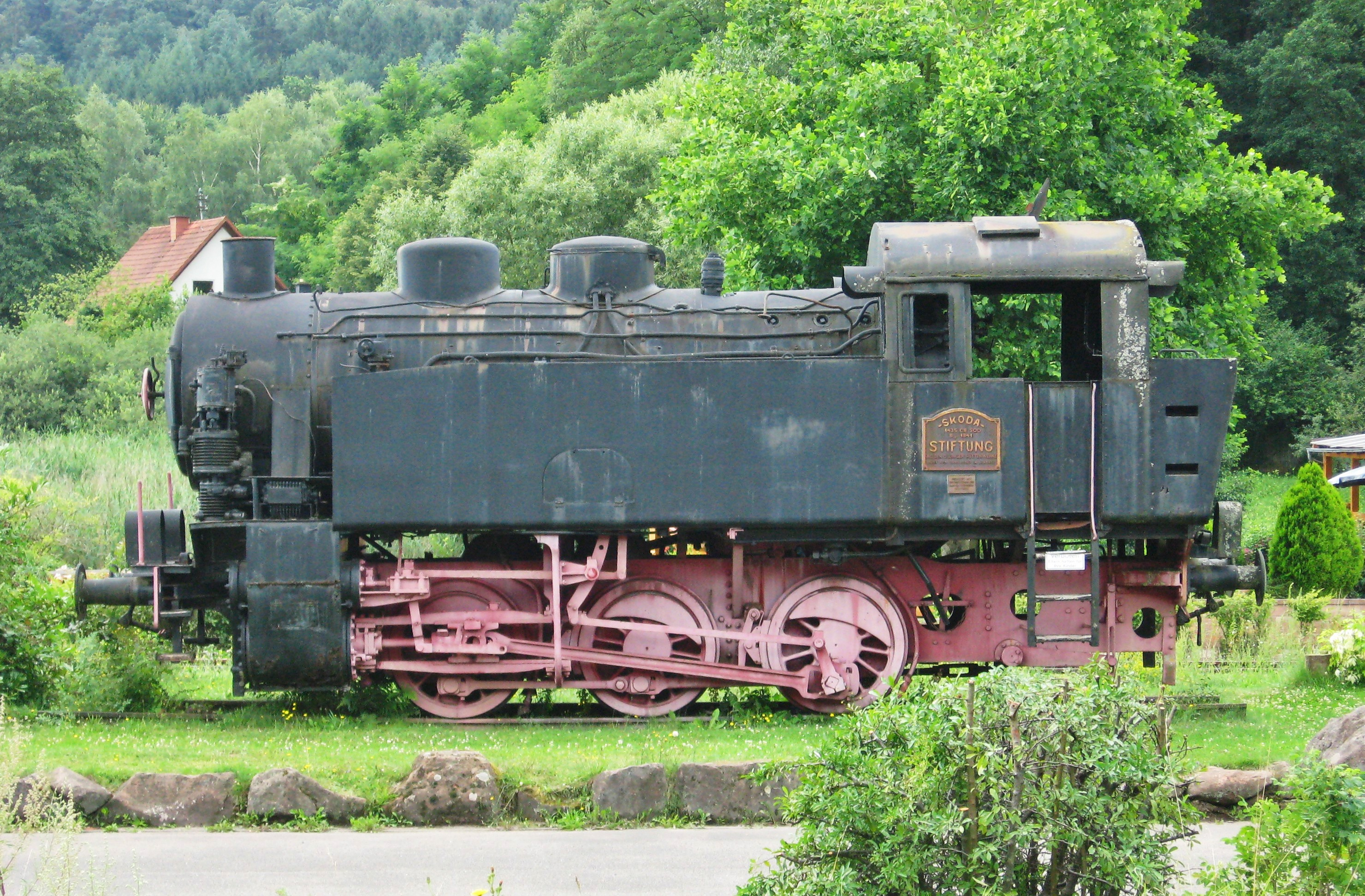
Die Werklokomotive der ehemaligen Dillinger Hütte wurde 1972 durch die Fördergemeinschaft Wasgau e. V. am Bahnhof Bundenthal-Rumbach aufgestellt.

Der in der Nachkriegszeit deutlich zunehmende Autoverkehr bewirkte, dass die Inanspruchnahme der Strecke zurückging. Deshalb beantragte die Deutsche Bundesbahn beim Bundesverkehrsministerium die Einstellung des Personenverkehrs. Zudem hatte die Deutsche Bundesbahn parallel Bahnbusverkehr eingeführt, der weitere Reisende vom Schienenverkehr abzog. Die Deutsche Bundesbahn erklärte unter anderem deshalb den Betrieb der Wieslauterbahn für unrentabel. Am 25. September 1966 stellte sie auf der Strecke der Personenverkehr ein. Die Bevölkerung protestierte gegen dieses Vorhaben so vehement, dass sie die Abschiedsfahrt des letzten fahrplanmäßigen Zuges am 24. September 1966 im Dahner Bahnhof um mehrere Stunden verzögerte. Lediglich der Ausflugszug „Bundenthaler“ verkehrte aufgrund der großen Nachfrage vorerst weiterhin. Im Mai 1976 fuhr auch dieser Zug letztmals. Von Güterzügen abgesehen gelangten fortan ausschließlich Sonderzüge auf die Strecke, so beispielsweise der Zug „Deutsche Weinstraße“.
Bereits 1971 wechselte die Strecke im Zuge der Auflösung der Mainzer Direktion in den Zuständigkeitsbereich ihres Saarbrücker Pendants. Der sporadische Güterverkehr kam am 30. Mai 1995 offiziell zum Erliegen, nachdem der letzte Güterzug bereits am 2. Mai verkehrte. Zur selben Zeit war die Bundesbahndirektion Saarbrücken bestrebt, die Strecke komplett stillzulegen. Um dies zu erreichen, legte sie sämtliche Kosten, die zum Unterhalt der Strecke notwendig waren, auf die wenigen Sonderzüge um.

### Reaktivierung (1997–2006)
Viele Bürger vor Ort wollten sich mit der Einstellung des Gesamtbetriebes nicht abfinden. Dies führte bereits 1987 zur Gründung des Vereins Eisenbahnfreunde Dahn e. V., dessen Vereinsziele unter anderem beinhalten, die Wieslauterbahn vor der Stilllegung zu bewahren und sie unter Denkmalschutz zu stellen. Die Bemühungen waren bald erfolgreich: Am 1. Juni 1997 folgte die Reaktivierung der Wieslauterbahn zunächst ausschließlich an Sonn- und Feiertagen. Dies führte ebenso zur Reaktivierung des „Bundenthaler“, der zunächst in Neustadt begann. Zunächst verkehrten zwei Zugpaare, deren Anzahl sich bald verdoppelte. Neuer Eigentümer der Strecke war die Verbandsgemeinde Dahner Felsenland. Letztere wendete zudem 180.000 DM zur Sanierung der Bahnanlagen auf, während die Verbandsgemeinde Hauenstein 20.000 DM und der Landkreis Südwestpfalz 100.000 DM beisteuerten. Der Abzweigbahnhof Hinterweidenthal hatte zwischenzeitlich die Bezeichnung Hinterweidenthal Ost erhalten, da seine vorherige Bezeichnung mittlerweile an den im Ortsteil Kaltenbach gelegenen Haltepunkt an der Bahnstrecke Landau–Rohrbach vergeben war. Infrastrukturunternehmen war zunächst die Kuckucksbähnel-Infrastruktur GmbH, die im Elmsteiner Tal seit den 1980er Jahren die gleichnamige Museumsbahn unterhält.
Die Strecke war wenige Jahre nach der Reaktivierung erneut von der Einstellung bedroht: So wurden 2001 Pläne der Stadt Dahn bekannt, wonach die Bahntrasse auf einer Länge von 800 Metern einer Umgehungsstraße weichen sollte. Die Verbandsgemeinde Dahner Felsenland unterstützte dieses Vorhaben. Jedoch machte sich der Widerstand vor Ort erneut bemerkbar, Experten kritisierten die geplante Stilllegung ebenfalls.

### Jüngere Vergangenheit (seit 2006)
2006 kam es zur öffentlichen Ausschreibung der Bahnstrecke. Daraufhin bewarben sich insgesamt vier Eisenbahninfrastrukturunternehmen. Den Zuschlag erhielt die Albtal-Verkehrs-Gesellschaft (AVG), die die Strecke am 1. September 2007 für die Dauer von zehn Jahren pachtete. Die DB Regio führt neben der AVG weiterhin den Betrieb auf der Wieslauterbahn durch. Die Strecke ist inzwischen Bestandteil des Südpfalznetzes.
Vor allem seit den 2000er Jahren stiegen die Fahrgastzahlen kontinuierlich. So erzielte die Wieslauterbahn im Jahr 2009 einen Zuwachs um 40 Prozent; andere Angaben sprechen von mehr als 60 Prozent. Der Pachtvertrag mit der AVG wurde über das Jahr 2017 hinaus verlängert.
2023 kündigte die AVG den Pachtvertrag zum 31. August. Hintergrund ist ein Streit um Fördermittel des Landes Rheinland-Pfalz für eine geplante Grundsanierung der Bahnstrecke. Nach Diskussionen einigten sich das Land, die AVG und die Verbandsgemeinde Dahner Felsenland, dass der Betrieb wenigstens bis zum regulären Ende der Saison Ende Oktober aufrechterhalten wird und auch die Sonderzüge zum Martinimarkt in Dahn am 12. November fahren werden. Im Januar 2024 übergab das Land schließlich einen Fördermittelbescheid in Höhe von 8,7 Mio. Euro. Dieser umfasst auch die Sanierung des Anschlussgleises zum Tanklager und den Bau eines Holzverladeterminals. Daraufhin zog die AVG die Kündigung zurück. Im April 2025 stellte der Zweckverband Öffentlicher Personennahverkehr Rheinland-Pfalz Süd eine Kosten-Nutzen-Analyse zu einer Wiederaufnahme des planmäßigen Personenverkehrs an allen Wochentagen auf der Wieslautertalbahn vor. Unter Annahme eines Studentaktes wurde wurden 1220 Personenfahrten pro Tag und ein Nutzen-Kosten-Verhältnis von 1,3 prognostiziert.

## Streckenverlauf

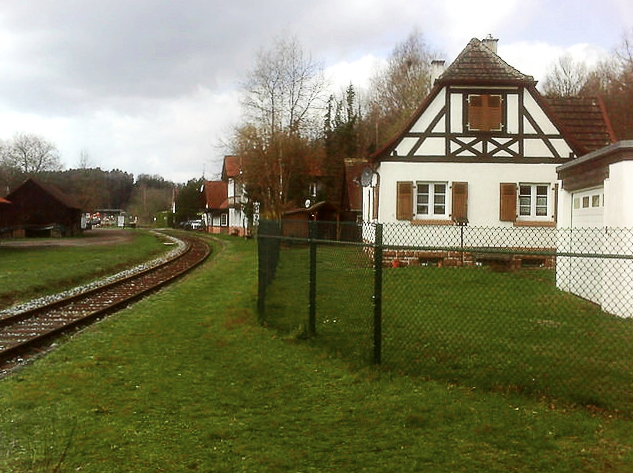
Die Strecke bei Busenberg-Schindhard

Im Bahnhof Hinterweidenthal Ost zweigt die Strecke von der Bahnstrecke Landau–Rohrbach ab. Unmittelbar nach der Ausfahrtsweiche befindet sie sich im Besitz der AVG. Zunächst verläuft die in diesem Bereich an Höhe verlierende Bahntrasse parallel zur Hauptstrecke sowie zur Bundesstraße 10, um letztere anschließend zu unterqueren und das Siedlungsgebiet der Ortsgemeinde Hinterweidenthal zu erreichen. Ab dort folgt sie der namensgebenden Wieslauter, die sie zusammen mit einigen ihrer Nebenflüsse im weiteren Verlauf mehrfach überquert. Annähernd parallel verläuft bis Dahn die Bundesstraße 427. Noch vor Dahn befinden sich Abstellgleise sowie ein früherer Gleisanschluss zu einem nahe gelegenen ehemaligen Tanklager.
Anschließend passiert die Strecke die Ruine der Burg Neudahn; in diesem Bereich liegt der Haltepunkt Moosbachtal. Auf Höhe des Bahnhofs Dahn befindet sich der Jungfernsprung. Nach dem Haltepunkt Busenberg-Schindhard folgt eine größere Rechtskurve; das Tal wird dort zunehmend breiter. Nach rund 15 Kilometern erreicht sie den Endbahnhof Bundenthal-Rumbach.
Die Wieslauterbahn verläuft auf kompletter Länge innerhalb des Landkreises Südwestpfalz. Mit Hinterweidenthal, Dahn, Bruchweiler-Bärenbach und Bundenthal wird dabei das Gebiet von vier Gemeinden durchquert.

## Verkehr

### Personenverkehr

#### Zeit der Bayerischen Staatseisenbahnen und der Deutschen Reichsbahn
Der erste Fahrplan verzeichnete insgesamt vier Zugpaare. Drei Jahre später waren werktags zwei weitere hinzugekommen. Eines von ihnen endete bereits in Busenberg-Schindhard. An Wochenenden war das Zugangebot meist etwas breiter gefächert. So fuhren 1914 an Sonn- und Feiertagen acht Paare, von denen eines bis nach Landau durchgebunden wurde. Nach Ausbruch des Ersten Weltkrieges reduzierte sich das Angebot etwas.

Fahrplan der Wieslauterbahn im Jahr 1925

Der Regiebetrieb des französischen Militärs in den Jahren 1923 und 1924 brachte eine Verschlechterung des Angebotes mit sich. Hatte eine Fahrt von Hinterweidenthal nach Bundenthal-Rumbach zuvor 40 Minuten gedauert, stieg sie durch diesen Umstand auf 50 Minuten an. Zudem war das Angebot auf werktäglich vier und am Wochenende auf drei Zugpaare beschränkt; ein spezieller Zug für Ausflügler verkehrte während dieser Zeit nicht.
1931 war das sonntägliche Zugangebot doppelt so hoch wie das an den übrigen Wochentagen. Ein Zug fuhr lediglich zwischen Hinterweidenthal und Dahn. Hinzu kam ein Ausflugszug – inoffiziell „Bundenthaler“ genannt –, der vormittags in Neustadt begann und abends zurückfuhr. Die Reichsbahn hegte zunächst Pläne, den „Bundenthaler“ zum Winterfahrplan 1932/33 zu streichen. Der Protest in der Bevölkerung gegen dieses Vorhaben war jedoch so groß, dass es verworfen wurde. Während der Zeit des Dritten Reiches kam ein weiteres Zugpaar hinzu. Da die Strecke sich innerhalb der Roten Zone befand, gab es nach Ausbruch des Zweiten Weltkrieges vorerst keinen Personenverkehr, zwischen 1940 und 1944 gab es täglich fünf Zugpaare. Aufgrund des Kriegsgeschehens verlängerten sich die Fahrtzeiten erneut.

#### Nachkriegszeit und Deutsche Bundesbahn
Ab Anfang 1946 existierten zwei Zugpaare. An Sonntagen gab es eine zusätzliche Verbindung nach Bundenthal. Ein vormittäglicher Zug verkehrte ausschließlich auf besondere Anordnung. Als Kuriosum existierte an Werktagen eine Verbindung, die in Godramstein und damit jenseits eines Eisenbahnknotenpunktes begann. Mitte der 1950er Jahre wies die Strecke den dichtesten Personenverkehr in ihrer Geschichte auf: Insgesamt acht Paare fuhren an Werktagen zwischen Hinterweidenthal und Bundenthal-Rumbach, an Sonntagen ein weiteres. Der „Bundenthaler“ wurde 1951 reaktiviert und verkehrte während dieser Zeit bereits ab Ludwigshafen. Bis Neustadt folgte er der Bahnstrecke Mannheim–Saarbrücken, um nach einem Richtungswechsel bis Landau die Maximiliansbahn und danach bis Hinterweidenthal die Bahnstrecke Landau–Rohrbach zu benutzen. Dieser Ausflugszug war stark frequentiert. Bis Landau bediente er alle Unterwegshalte und fuhr bis Hinterweidenthal als Eilzug; entsprechend hielt er in diesem Abschnitt ausschließlich in Albersweiler, Annweiler und Wilgartswiesen.
1965, ein Jahr vor der Einstellung des regulären Personenverkehrs, verkehrten montags bis freitags drei Zugpaare, während sonntags der Bundenthaler als einziger Zug verblieben war. Für letzteren, der trotz seines Namens zuletzt lediglich bis Dahn fuhr, kam im Mai 1976 ebenfalls das Aus. Um trotzdem nach Bundenthal zu gelangen, mussten die Fahrgäste am Bahnhof Dahn in einen namenlosen Ausflugszug aus Saarbrücken umsteigen. Der Fahrplan beider Züge war entsprechend aufeinander abgestimmt.

#### Seit der Reaktivierung
In den ersten Jahren nach der Reaktivierung der Personenbeförderung an Sonn- und Feiertagen 1997 verkehrten zwei Zugpaare, deren Anzahl sich später auf vier erhöhte.
Planmäßiger Schienenpersonennahverkehr findet als RB 56 (KVV- und DB-Bezeichnung, VRN-Liniennummer RB 57) mittwochs, an Wochenenden und an Feiertagen in den Monaten Mai bis Oktober statt. Das Angebot erhöhte sich bald auf täglich fünf Zugpaare. Im Zulauf auf Hinterweidenthal wird eine fahrplanmäßige Regionalbahn auf dem Abschnitt Landau – Hinterweidenthal Ost um eine zweite Einheit verstärkt und in Hinterweidenthal Ost wieder geteilt (Flügelung). Die vordere Einheit fuhr weiter nach Pirmasens und die hintere nach Bundenthal-Rumbach. Samstags und sonntags fuhr ein Regionalexpress als Felsenland-Express von Karlsruhe nach Bundenthal-Rumbach und zurück, nachdem dieser mehrmals zwischen Bundenthal und Hinterweidenthal Ost gependelt war.

### Güterverkehr
Vor allem die regionale Holzwirtschaft war ein bedeutendes Standbein des Güterverkehrs. In den 1960er Jahren betrug das Wagenaufkommen pro Tag im Schnitt 5,6 Tonnen, wenngleich er sich bereits zu diesem Zeitpunkt auf das erforderliche Minimum beschränkte. Bereits ein Jahrzehnt zuvor entstand zwischen den Bahnhöfen Hinterweidenthal Ort und Dahn bei Streckenkilometer 3,78 ein Anschlussgleis zu einem benachbarten Tanklager der NATO. In der Folge verkehrten auf dem nördlichen Streckenabschnitt regelmäßig schwere Kesselwagen-Züge, für die eine eigene Diesellokomotive zuständig war. Die Zahlen im Güterverkehr waren nach dem Zweiten Weltkrieg kontinuierlich rückläufig: Wurden 1972 entlang der Strecke 8495 Tonnen Stückgut empfangen, waren es zehn Jahre später nur noch 3750 Tonnen. Dasselbe Bild gab es beim Versand: 61205 Tonnen im Jahr 1972 standen 6875 Tonnen gegenüber. Nach dem Ende des Kalten Krieges gab die United States Army das Tanklager und ein Militärgelände in der Nähe von Fischbach 1992 auf. Dadurch verlor die Strecke ihre strategische Bedeutung.
Der Güterverkehr verlief nach dem Zweiten Weltkrieg zunächst über Neustadt und Landau. Nach der Auflösung der Bundesbahndirektion Mainz im Jahr 1971 erfolgte seine Abwicklung über Pirmasens, das, genau wie die Wieslauterstrecke, fortan der Saarbrücker Direktion unterstand, während Landau und Neustadt der Karlsruher Direktion unterstanden. Die letzten Holztransporte fanden im Sommer 1987 statt. Zum Zeitpunkt der Einstellung des Güterverkehrs im Jahr 1995 gab es gelegentlich gegen zehn Uhr eine Übergabefahrt.
Dennoch kam es im März 1998 zu einem weiteren Transport auf der Strecke. Der Grund hierfür war, dass sich der Zirkus Althoff für einige Tage im Dahner Ortsteil Reichenbach niederließ. Da der gesamte Güterverkehr in der Region bereits deutlich zurückgegangen war, stellte dies eine große logistische Herausforderung dar. Trotzdem gelang es, eine Diesellok und einen speziellen Güterwagen für den Transport der Elefanten bis zur Station Busenberg-Schindhard zu beschaffen.

## Fahrzeugeinsatz

### Dampflokomotiven
Anfangs kamen auf der Strecke Dampflokomotiven der Baureihe T 4.I zum Einsatz, die sowohl den Personen- als auch den Güterverkehr übernahmen. Da die T 4.II im ab 1920 existierenden Bahnbetriebswerk Landau stationiert waren, gelangten sie mutmaßlich ebenfalls bis ins Wieslautertal. Ab Ende der 1920er Jahre waren Lokomotiven der Baureihe 64 größtenteils zuständig, ehe sie von Lokomotiven der Baureihe 86 abgelöst wurden. Für den Güterverkehr setzten DR und DB die Baureihe 50 ein.

### Dieselfahrzeuge

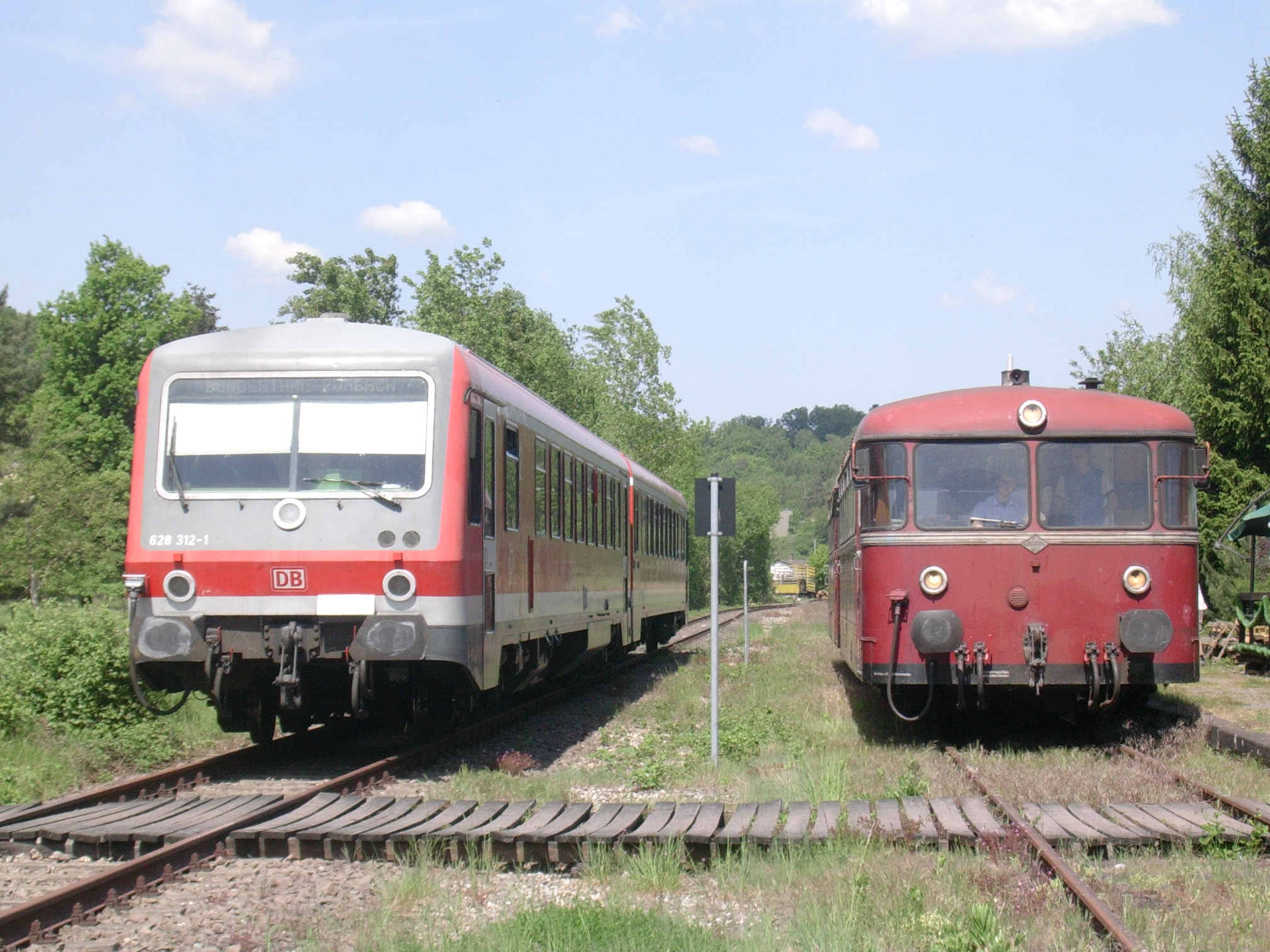
Triebwagen der Baureihe 628 und 798 (Uerdinger Schienenbus) in Bundenthal-Rumbach (2007)

Ab Mitte der 1950er Jahre übernahmen bis zur vorübergehenden Einstellung des Personenverkehrs hauptsächlich Uerdinger Schienenbusse der Baureihen VT 95 und VT 98 die Leistungen im Personenverkehr. Die Sonderzüge zogen ab den 1970er Jahren Diesellokomotiven der Baureihe 218.
Ab Mitte der 1960er Jahre trugen Diesellokomotiven der Baureihen 211 und 212 den Güterverkehr, die zunächst aus Landau und ab 1971 aus Kaiserslautern kamen. Ebenfalls zum Zuge kam hierbei die Baureihe V 160.
Von der Reaktivierung im Jahr 1997 bis zur Sommersaison 2010 fand der Betrieb, für den die DB Regio zuständig ist, mit Dieseltriebwagen der Baureihe 628 statt. Seit der Saison 2011 verkehren Dieseltriebwagen der Baureihe 642.
Von 2010 bis 2016 kam zusätzlich planmäßig ein Esslinger Triebwagen der AVG zum Einsatz, der die Fahrten des Felsenland-Express an Sonn- und Feiertagen sowie an Samstagen bediente. Der Triebwagen, der 1958 entstand und bis 1994 Eigentum der SWEG war, erfuhr eigens für seinen Einsatz auf der Wieslauterbahn eine Aufarbeitung des Innenraums. An den entsprechenden Kosten beteiligte sich der Landkreis Südwestpfalz. Seit Ende des Jahres 2016 ist der Triebwagen nach einem schweren, verschleißbedingten Getriebeschaden nicht mehr einsatzfähig.

## Betriebsstellen

### Hinterweidenthal Ost

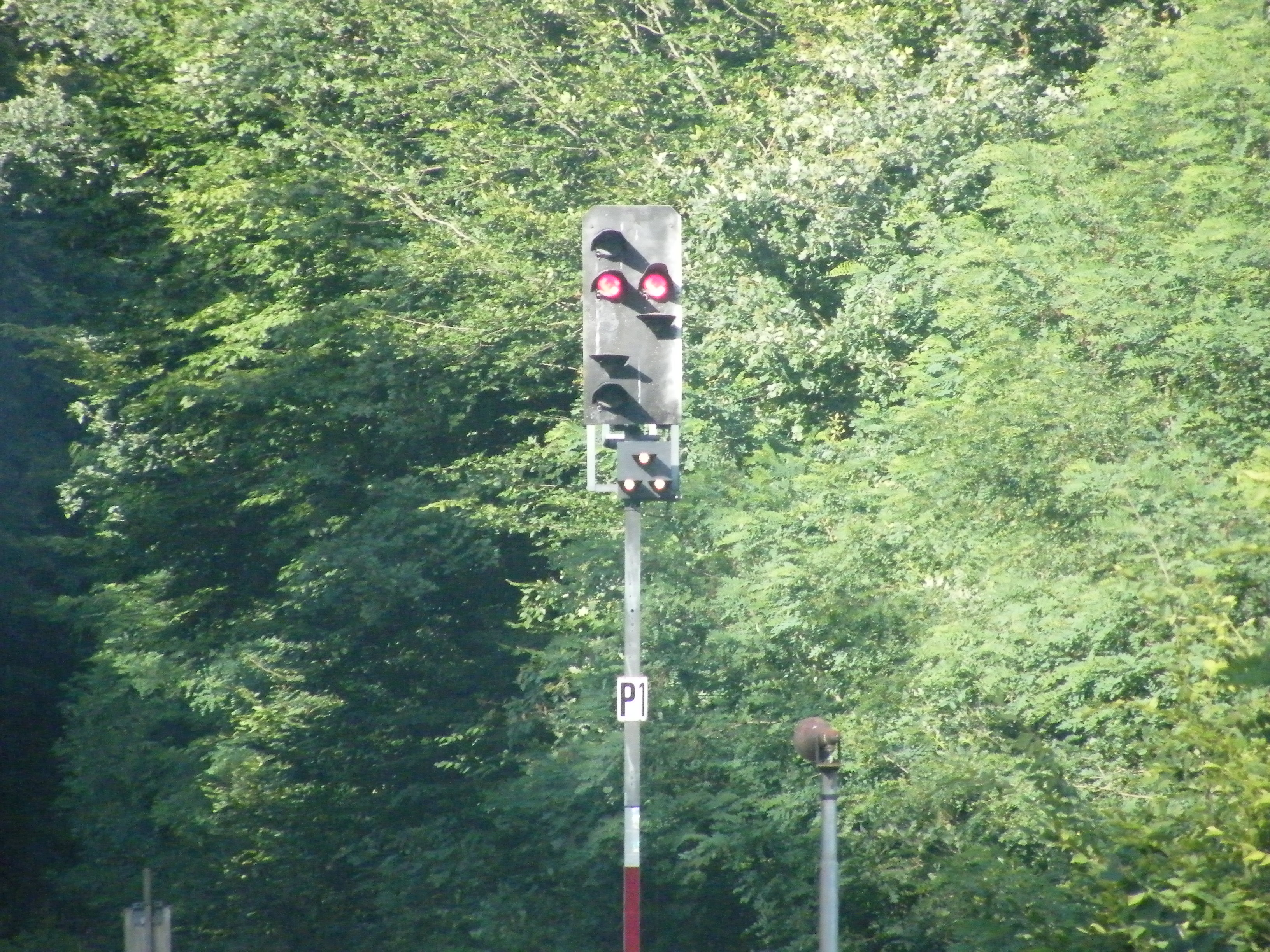
Ersatzsignal am Bahnhof

Der zwischenzeitlich stark zurückgebaute Bahnhof Hinterweidenthal Ost befindet sich rund zwei Kilometer nordöstlich des Siedlungsgebietes der Ortsgemeinde Hinterweidenthal und hieß in seinen ersten Betriebsjahren Kaltenbach Ost. Er entstand erst im Zuge des Baus der Wieslauterbahn und diente ausschließlich dem Umstieg zur Bahnstrecke Landau–Rohrbach. In seiner Anfangszeit hielten entlang der Hauptstrecke auch Schnellzüge an diesem Bahnhof. Später erhielt er den Namen Hinterweidenthal, seit der Wiederaufnahme des Personenverkehrs nach Bundenthal-Rumbach trägt er die Bezeichnung Hinterweidenthal Ost.
Bereits beim Bau erhielt er einen Bahnsteigtunnel. Darüber hinaus verfügte er über insgesamt sechs Gleise. Unter ihnen befanden sich ein Überhol- und vier Abstellgleise.
An seinem Hausbahnsteig (Gleis 1) beginnen die Züge der Wieslauterbahn. Züge der Hauptstrecke halten im Bahnhof lediglich zu den Betriebszeiten der Wieslauterbahn, da er aufgrund seiner ortsfernen Lage genau wie früher ausschließlich dem Umstieg auf die Anschlussstrecke dient.

### Hinterweidenthal Ort

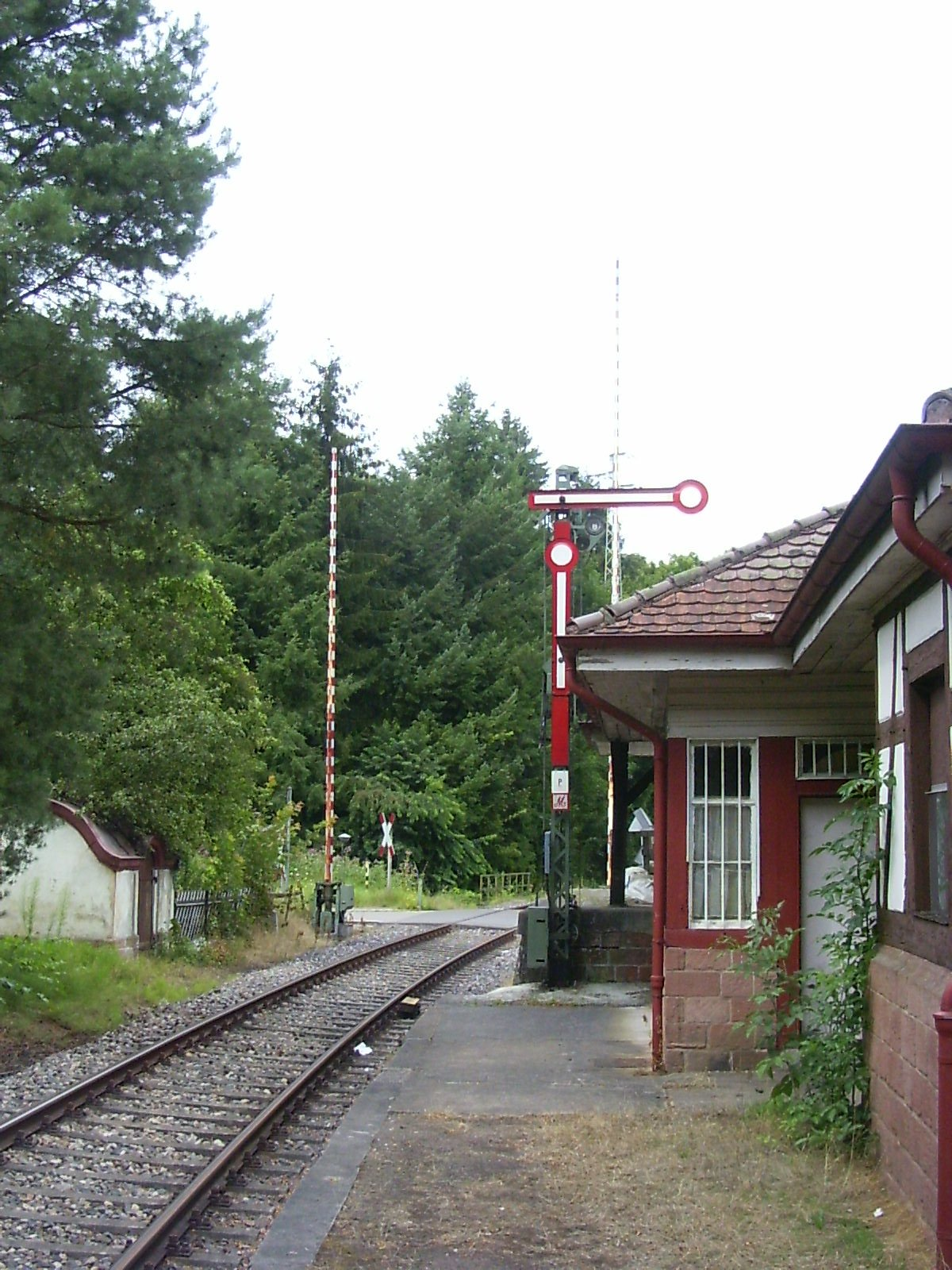
Bahnhof Hinterweidenthal Ort

Ansicht des Bahnhofs Hinterweidenthal

Der Bahnhof Hinterweidenthal Ort befindet sich am nordwestlichen Rand von Hinterweidenthal. In den ersten Jahren seines Bestehens trug er lediglich die Bezeichnung Hinterweidenthal. Erst nachdem der Ausgangspunkt der Bahnstrecke diesen Namen erhalten hatte, kam der Zusatz „Ort“ hinzu.
Er besaß einst als Holzverladestelle eine große Bedeutung. Die dafür benötigten Gleisanlagen sind bis auf ein Ladegleis inzwischen demontiert worden. Wichtigster Güterkunde im Bahnhof war die Westpfälzische Holzindustrie, für die eines der beiden Anschlussgleise zuständig war. Noch in den 1980er Jahren verfügte der Bahnhof über ein Ladegleis einschließlich Laderampe, zwei Anschlussgleise sowie mechanische Signale. Letztere wurden 1989 demontiert. Das Bahnhofsgebäude steht unter Denkmalschutz. Für den Bahnbetrieb selbst hat es keine Bedeutung mehr und hat seither auch keine anderweitige Verwendung mehr gefunden.
Darüber hinaus bildete der Bahnhof den Gütertarifpunkt für die anderthalb Kilometer südliche Ausweichanschlussstelle zu einem benachbarten Tanklager der NATO.

### Moosbachtal
Die Albtal-Verkehrs-Gesellschaft (AVG) errichtete im Jahr 2012 den Haltepunkt Moosbachtal im Norden der Gemarkung der Stadt Dahn auf Höhe des Moosbachtals und der Burg Neudahn. Er erschließt zwei Campingplätze, die Dahner Hütte – Im Schneiderfeld, den Dahner Felsenpfad und einige Gaststätten. Baubeginn war Anfang Juli 2012, die Betriebsaufnahme erfolgte am 15. September 2012. Die Bahnsteiglänge von 60 m erlaubt keine Bedienung durch die üblicherweise eingesetzten Triebwagen 642 in Doppeltraktion.

### Dahn

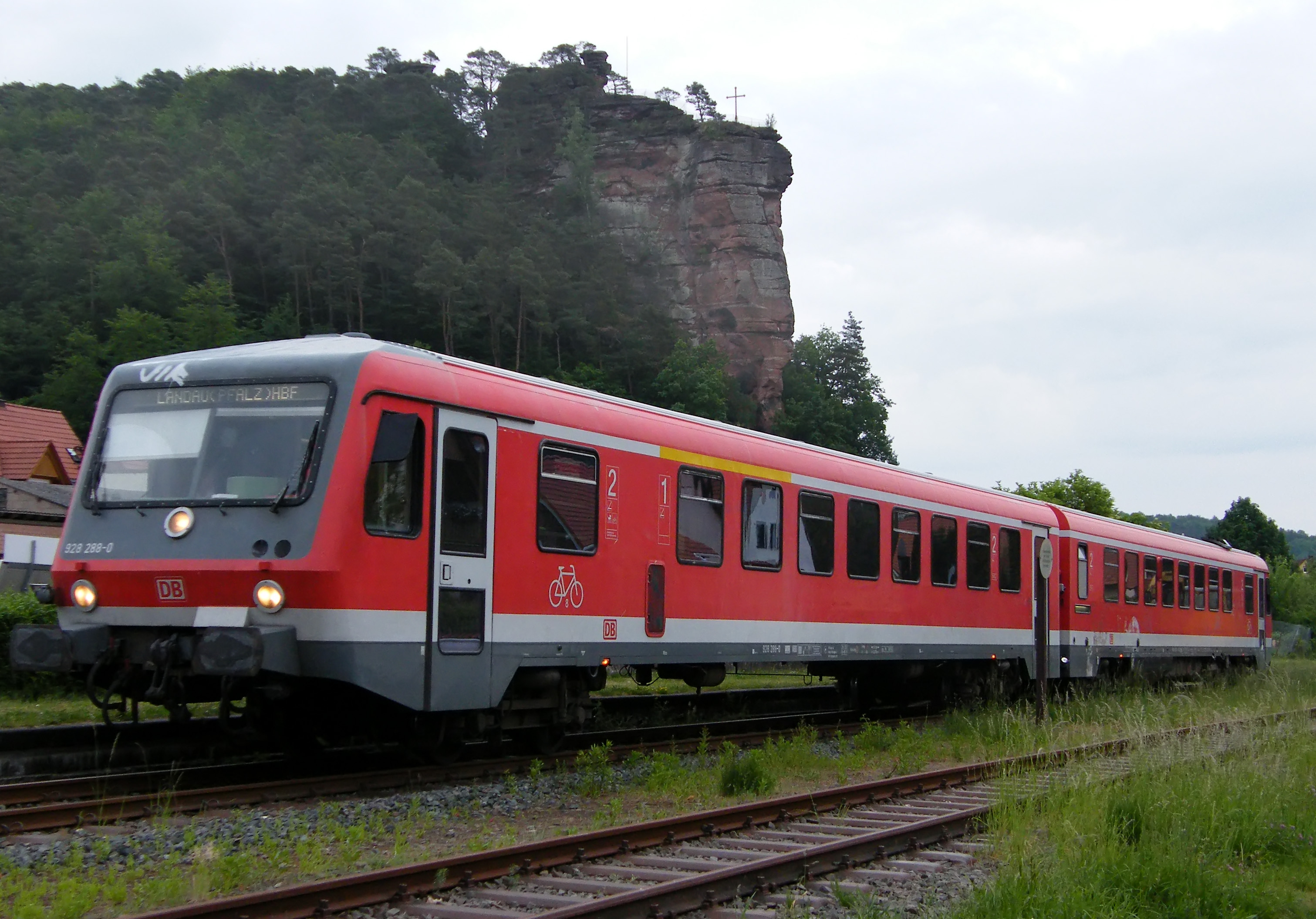
Regionalbahn nach Landau im Bahnhof Dahn (2008)

Der Bahnhof Dahn ist der einzige Halt, an dem heute noch Zugkreuzungen möglich sind. Nur das östliche der beiden Gleise besitzt einen Bahnsteig. Seine größte Bedeutung hatte er Ende der 1930er-Jahre. Im Güterverkehr empfing der Bahnhof hauptsächlich Bau- und Brennstoffe. Bedeutende Güterkunden vor Ort waren die Spankorbfabrik Frank sowie die Raiffeisengenossenschaft. Erstere wurde bis zur Einstellung der Güterbeförderung auf der Strecke bedient. Im März 1945 fiel das Empfangsgebäude im Zuge der Kampfhandlungen des Zweiten Weltkrieges einem Luftangriff zum Opfer. 1959 fand die Einweihung seines Nachfolgers statt. Im Zuge des Baus einer Ortsumgehungsstraße ist in wenigen Jahren sein Abriss geplant.
Noch bis in die 1950er-Jahre handelte es sich um einen so genannten Inselbahnhof, da er ein Anschlussgleis mit drei Rampen umfasste, das sowohl das Bahnhofsgebäude als auch den Güterschuppen umschloss. Später wurden daraus zwei Stumpfgleise, deren Demontage im Jahr 1997 stattfand. Ursprünglich besaß er ein mechanisches Stellwerk, das die Deutsche Bundesbahn 1978 abbaute.

### Dahn Süd
Der Haltepunkt Dahn Süd befindet sich am südwestlichen Siedlungsrand von Dahn. Er wurde im Jahr 1956 neu eingerichtet, da er näher am Zentrum der Stadt liegt als der Dahner Bahnhof. Mit einer Bahnsteiglänge von 60 m können Dieseltriebwagen des Typs 642, die in Doppeltraktion verkehren, den Halt nicht anfahren.

### Busenberg-Schindhard

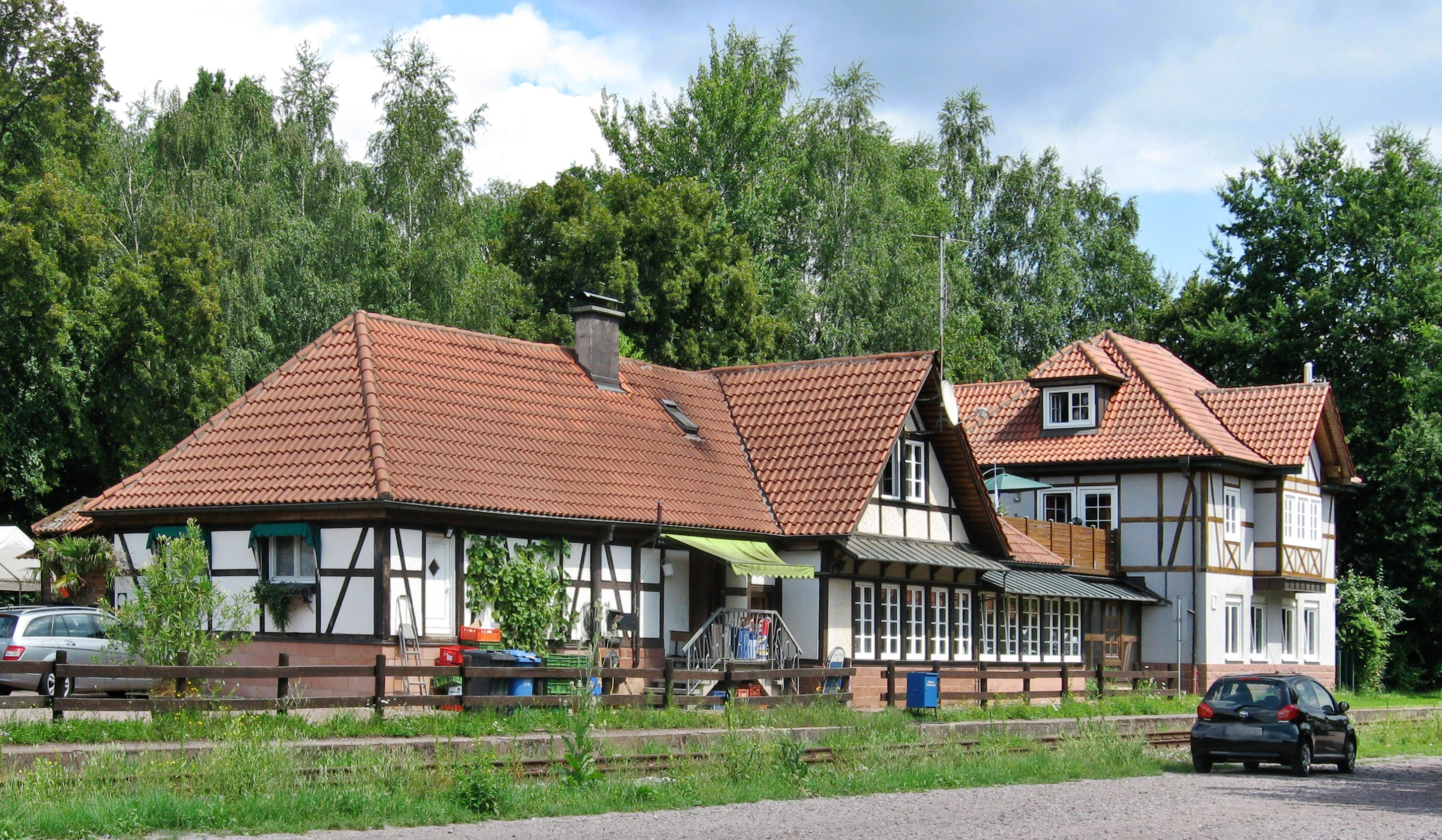
Haltepunkt Busenberg-Schindhard (2010)

Busenberg-Schindhard war früher ebenfalls ein Bahnhof, ehe der Rückbau zu einem Haltepunkt stattfand. Er liegt nicht auf der Gemarkung einer der beiden namensgebenden, einige Kilometer entfernt liegenden Gemeinden, sondern auf der von Dahn, auf Höhe des Ortsteils Reichenbach. Seinen Namen erhielt er, weil er hauptsächlich besagten Gemeinden sowie Erfweiler diente. In der Vergangenheit wurde er inoffiziell deshalb oft als Reichenbach bezeichnet.
Ab den 1930er Jahren verfügte er über ein Stellwerk, das inzwischen in ein Ferienhaus umgewandelt wurde. Ein Schreiner erwarb zudem 1983 das heruntergekommene frühere Empfangsgebäude. Er baute es in ein Restaurant um. 1998 erhielt es einen Anbau und zwei Jahre später wurde der Außenbereich verändert.
1967 wurde das Personal abgezogen, aber noch in den 1980er Jahren besaß der Haltepunkt ein Anschlussgleis.
Es ist für die Zukunft geplant, einen neuen Bahnsteig in veränderter Position anzulegen und den bestehenden aufzugeben.

### Bruchweiler
Der Unterwegshalt Bruchweiler (auch als Bruchweiler-Bärenbach bezeichnet) befindet sich am Ortseingang von Bruchweiler-Bärenbach. Er war früher ebenfalls ein Bahnhof, der im Rahmen von Rationalisierungsmaßnahmen zum Haltepunkt zurückgebaut wurde. Er besaß jedoch zu keinem Zeitpunkt ein Empfangsgebäude, sondern lediglich ein Wartehäuschen. In den 1950er Jahren fand der Fahrkartenverkauf durch einen örtlichen Gemüsehändler statt.

### Bundenthal-Rumbach

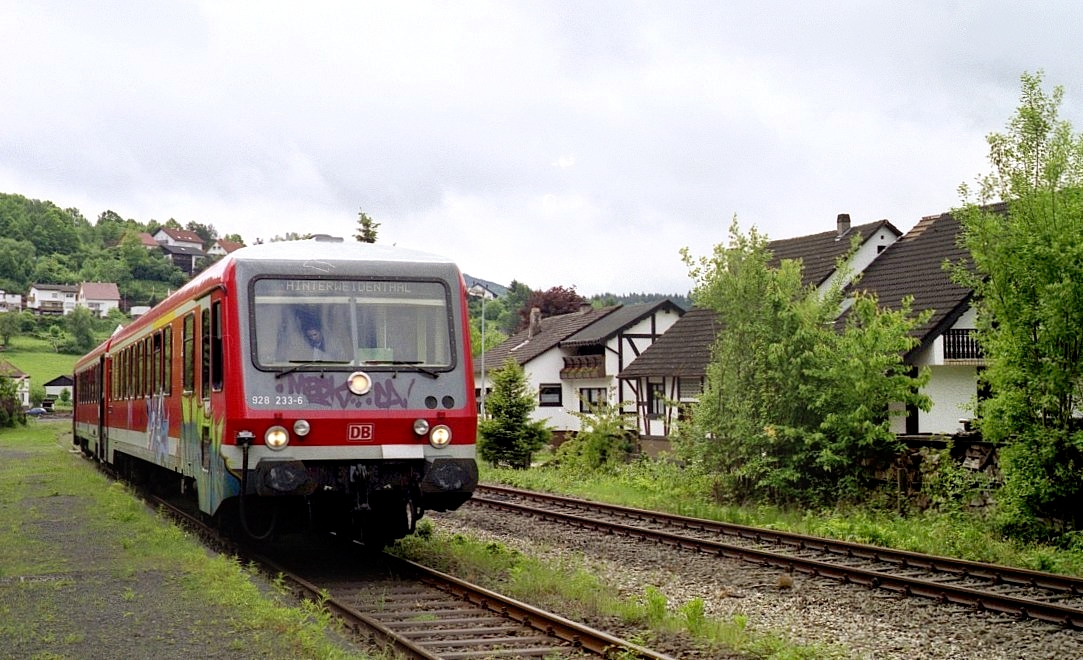
Zug im Bahnhof Bundenthal-Rumbach

Der Bahnhof Bundenthal-Rumbach – zeitweise auch Bundenthal genannt – ist ein Kopfbahnhof und auch der Endbahnhof der Wieslauterbahn. Er befindet sich am nördlichen Ortsrand der Ortsgemeinde Bundenthal. Er besaß einen mittlerweile nicht mehr existierenden Lokomotivschuppen in Fachwerkbauweise. Zunächst verfügte er über drei reguläre Gleise und ein Abstellgleis vor dem Bahnhofsgebäude. Später fand ein Umbau der Gleisanlagen statt, so dass neben zwei Umfahrgleisen im nördlichen Bahnhofsbereich noch ein Anschlussgleis vorhanden war. Von ersteren existiert inzwischen nur noch eines.
Von 1921 bis 1930 begann hier die schmalspurige Kleinbahn Wasgauwaldbahn nach Ludwigswinkel, deren Gleisanlagen sich westlich der normalspurigen befanden. Nach der Stilllegung des Personenverkehrs plante die Deutsche Bundesbahn Anfang der 1970er Jahre den Abriss aller Hochbauten. Jedoch bildete sich auf Initiative zweier Unternehmer aus der Region 1972 der Verein Fördergemeinschaft Wasgau e. V., der diese Maßnahmen verhindern wollte. Während der Güterschuppen noch vor der Vereinsgründung beseitigt wurde, gelang die Rettung des Bahnhofsgebäudes. Im selben Jahr erwarb der Förderverein eine 1941 von Škoda gebaute Werkslokomotive der Dillinger Hütte, die am Bahnhofsvorplatz als Denkmal steht.

## Zukunftspläne
Zwar wurde die Einführung regelmäßiger Zugverbindungen insbesondere im Berufsverkehr immer wieder diskutiert, fand aber in der Ausschreibung des Pfalznetzes zur Inbetriebnahme am 10. Dezember 2023 keine Berücksichtigung. Bis zum Fahrplanwechsel im Juni 2037 sind daher weiterhin nur Saisonzüge auf der RB 56 ausgeschrieben.
Im Güterverkehr gibt es immer wieder Überlegungen, das Anschlussgleis beim früheren Bahnhof Busenberg-Schindhard für den Versand von Rundholz zu aktivieren, wofür allerdings ein geeigneter Verladeplatz erstellt werden müsste. Dadurch könnte eine Verkehrsverlagerung von der Straße auf die Schiene erfolgen.

## Unfälle
Im Oktober 1958 wurde beim Haltepunkt Dahn Süd ein Lastkraftwagen von einem Güterzug erfasst.